# Француз, Исидор Аронович
Исидо́р (Исаа́к) Ароно́вич Францу́з (19 [31] июля 1896, Одесса, Херсонская губерния — 19 сентября 1991, Москва) — советский архитектор и книжный график, один из авторов Мавзолея Ленина и трибун на Красной площади в Москве.

## Биография
Родился в еврейской семье. Отец, Арон Ицкович Француз, происходил из Берислава и жил с семьёй в Одессе на улице Нежинской, 5. Закончил коммерческое училище Гохмана в Одессе. Принимал участие в Первой мировой войне, георгиевский кавалер.
Работал художником-агитатором в Одессе в Югротау (Юг Роста). В 1921 году был командирован в Москву во ВХУТЕМАС. Одновременно занимался книжной иллюстрацией. В 1926 году окончил вуз со званием архитектора-художника. Работал в личной мастерской А. В. Щусева, принимал участие практически во всех его крупных работах.
В 1933—1941 руководил архитектурной мастерской Моссовета по планировке набережных и мостов. Автор проектов многочисленных построек в Москве.
В 1935 году вступил в Союз архитекторов СССР. С 1950 года — член Московского отделения Союза художников.
Принимал участие в Великой Отечественной войне. Служил в звании инженер-капитана. Занимался маскировкой зданий и сооружений.
Автор книжных иллюстраций к произведениям современных детских писателей, в том числе Агнии Барто, Льва Зилова, Веры Харузиной.
В 1958 году вышел на пенсию.
В 1920-х — 1930-х годах жил в Москве по адресу: Раушская набережная, 4, комн. 27. В 1950-х — 1960-х годах жил по адресу: Кропоткинский переулок, 25.
Скончался Исидор Француз 19 сентября 1991 года в Москве. Похоронен на Донском кладбище (открытый колумбарий).

## Основные работы
- Мавзолей Ленина в Москве на Красной площади (совместно с А. Щусевым и др., 1929—1930)[2]
- Проекты застройки Бережковской, Саввинской и других набережных Москвы (1934—1936)[4]
- Некрополь и трибуны на Красной площади в Москве (1940)[3]
- Оформление отдельных частей ЦПКиО им. Горького в Москве (1944—1945)[4]
- Зверев мост через Водоотводный канал в Москве (совместно с Н. Я. Калмыковым; 1930)[7]
- Канавинский мост через Оку в Нижнем Новгороде (совместно с П. В. Щусевым; 1933)[7]
- Глазковский мост через Ангару в Иркутске (совместно с А. В. Стрелецким; 1936)[7][15]
- Торговый павильон «Главликёрводка» на ВСХВ (1939 г.). Утрачен в 1960-е гг.
- Павильон «Рыбное хозяйство» на ВСХВ (1939), снесён в начале 1980-х гг.
- Павильон «Животноводство» (1952) на ВСХВ
- Павильон ГССР (1952) на ВСХВ.[4]
- Здание Наркомзема (Москва, Садовая-Спасская, 11/1; ныне здание Министерства сельского хозяйства РФ), по проекту А. В. Щусева, совместно с Д. Д. Булгаковым, Г. К. Яковлевым[16]
- Автор архитектурного оформления ряда памятников и мемориальных досок в Москве[17]:

- Памятник В. И. Ленину на Тверской площади (1940, скульптор С. Д. Меркуров);
- Надгробные памятники-бюсты Я. М. Свердлову, Ф. Э. Дзержинскому, М. В. Фрунзе и М. И. Калинину (1947), А. А. Жданову (1949) в Некрополе у Кремлёвской стены, все — совместно со скульптором С. Д. Меркуровым;
- Памятник М. И. Калинину (1947, скульптор С. Д. Меркуров);
- Памятник В. Р. Вильямсу (1947, скульптор С. О. Махтин);
- Памятник-бюст С. С. Корсакову (1949, скульптор С. Д. Меркуров);
- Памятник-бюст М. И. Авербаху (1952, скульптор С. Д. Меркуров);
- Памятник-бюст К. Э . Циолковскому (1957, скульптор С. Д. Меркуров);
- Памятник-бюст Н. Е. Жуковскому (1959, скульптор Г. В. Нерода);

## Награды
Награждён Георгиевским крестом, орденом Отечественной войны I степени и медалью «За боевые заслуги».